# Алибутаев, Омар Насрудинович
Омар Насрудинович Алибутаев (29 сентября 1989, Новолакское, Дагестанская АССР, РСФСР, СССР) — российский комедийный актёр и сценарист, шоумен, юморист, ведущий YouTube-канала «Омар в большом городе». Бывший участник КВН.

## Биография
Родился 29 сентября 1989 года в селе Новолакское Новолакского района в лакской семье. Родовое село Кунды Лакского района. Сначала учился в Новолакской школе-гимназии. С 9-го по 11-й классы учился в Новолакской школе № 2. В 2006 году поступил в МГОУ, на нефтегазовый факультет. С 2011 года играет в команде КВН «Сборная Дагестана». В 2012-14 годах являлся одним из основных актеров проекта «Горцы от ума».
В 2015 году вместе с Халилом Мусаевым, Эльдаром Иразиевым и Юсупом Омаровым снялся в музыкальном клипе Тимати на песню «Баклажан». В 2017 году участвовал в съёмках музыкального клипа песни «Ухажёр» певицы Ажай Абакаровой. С сентября 2023 года вместе с Юсупом Омаровым снимается в тревел-шоу «Орёл и Орёл».

### КВН
В 2013 году в составе команды КВН «Сборная Дагестана» играл в Премьер-лиге. 17 мая 2014 года вместе с командой выиграл Кубок Азербайджанской региональной лиги КВН — первой официальной лиги Международного союза КВН в Закавказье, которая состоялась в Баку.
В 2014—2016 годах вместе со Сборной Дагестана выступал в Высшей лиге КВН. В 2015 году дошёл с ней до финала. Во многом благодаря харизме Омара Алибутаева Дагестан сыграл в финале.
С 2014 года Омар постоянно принимает участие в играх Дагестанской лиги КВН в качестве члена жюри.

### Телекарьера
С 2017 года работает на телеканале «Москва-24» и ведёт Youtube-канал «Омар в большом городе». С лета 2019 года запущен сериал «Омар в большом городе». По состоянию на август 2020 года снято 11 серий.

## Семья
- Отец — Насрудин Алибутаев — строитель-плотник, рано ушёл из жизни.
- Мать — Ильмисат Алибутаева — учитель русского языка и литературы, работает в Новолакской школе-гимназии.
- Брат — Тимур.

## Достижения и звания
- 2015 — Финал Высшей лиги КВН
- 2015 — Кубок мэра Москвы
- 2017 — Заслуженный артист Дагестана[10]

## Фильмография
- 2015 — Ч/Б — кавказец в электричке (эпизод)
- 2016 — Убежать, догнать, влюбиться — парень
- 2016 — Держи удар, детка! — красавчик
- 2018 — СашаТаня — Теймураз, отец Тимура (153 серия)
- 2018 — Каникулы президента — таксист
- 2019 — Омар в большом городе — камео
- 2019 — Спасибо деду за победу — Арда
- 2020 — Нагиев на карантине — Омар, водитель такси
- 2020 — Понаехали — Махмуд-Стробоскоп
- 2020 — Сториз — доставщик, грабитель, таксист, дворник
- 2020 — Чума! — начальник стражи
- 2021 — Ле.Ген.Да — Арсен
- 2023 — Инспектор Гаврилов — бизнесмен Марат